# Li Ling (kulomiotka)
Li Ling (chiń. 李玲; pinyin Lǐ Líng; ur. 7 lutego 1985) – chińska lekkoatletka, kulomiotka.
Dwukrotnie reprezentowała swój kraj na igrzyskach olimpijskich, w obu startach zakwalifikowała się do finału. Na igrzyskach w Pekinie wywalczyła 12. miejsce, natomiast na igrzyskach w Londynie zdobyła brązowy medal.
W 2005 roku zdobyła brązowy medal na mistrzostwach Azji w Inczon. Rok później na igrzyskach azjatyckich zdobyła złoty medal, a w Pucharze Świata zajęła 5. miejsce. Podczas mistrzostw świata w lekkoatletyce rozegranych w Osace ustanowiła swój rekord życiowy 19,38 m, który dał jej 4. miejsce. Wynik ten poprawiła w 2010 roku, zdobywając kolejny złoty medal igrzysk azjatyckich z wynikiem 19,94 m. W 2013 zajęła 6. miejsce na mistrzostwach świata w Moskwie.